# Фудбалска репрезентација Југославије до 21 године
Фудбалска репрезентација Југославије до 21 године представљала је национални тим Југославије до 21 године на међународној фудбалској сцени. После распада заједнице, из ове репрезентације су се развиле следеће 
- Фудбалска репрезентација Босне и Херцеговине до 21 године
- Фудбалска репрезентација Хрватске до 21 године
- Фудбалска репрезентација Македоније до 21 године
- Фудбалска репрезентација Словеније до 21 године
- Фудбалска репрезентација СР Југославије до 21 године (касније Фудбалска репрезентација Србије до 21 године и Фудбалска репрезентација Црне Горе до 21 године)

## Успеси на Европском првенству до 21 године
- 1978: Победници
- 1980: Пораз у полуфиналу
- 1982: Није се квалификовала
- 1984: Пораз у полуфиналу
- 1986: Није се квалификовала
- 1988: Није се квалификовала
- 1990: Победници
- 1992: Није се квалификовла

## Одликовања
- Три пута шампиони Балканског првенства за младе (1972, 1975, и 1976).